# Child's Play (fondation)
Child's Play est un organisme de bienfaisance qui fait don de jouets et de jeux pour les enfants hospitalisés dans le monde entier. Elle a été fondée en 2003 par Mike Krahulik et Jerry Holkins, les auteurs du webcomic sur les jeux vidéo  Penny Arcade. L'organisme est considéré comme un moyen de réfuter l'image des médias mainstream selon laquelle les joueurs de jeux vidéo sont violents et antisociaux. En 2015, Child's Play avait traité plus de 40 millions de dollars de dons depuis sa création.

## Logistique
Avec l'aide du personnel hospitalier, Child's Play crée des listes d'envies (wishlists) sur Amazon.com composées de jeux vidéo, de livres, de jouets et de films. Ces listes d'envies expédient directement leurs éléments aux hôpitaux en tant que dons en nature. Au lieu d'acheter des produits en dehors des listes d'envies les utilisateurs peuvent donner de l'argent via PayPal ou par chèque. Cet argent est utilisé pour faire des achats annuels groupés pour fournir des consoles et des tablettes de type iPad et Xbox 360 ainsi que des jeux et des films.
L'organisme a également un espace pour les sponsors qui ont fait un don. Les sponsors obtiennent également un niveau de mécénat (argent, or et platine) et des liens sur Childsplaycharity.org. Ces sponsors comprennent plusieurs marathons de jeu vidéo comme le Mario Marathon et Desert Bus for Hope,, ainsi que des séries YouTube telles que Far Lands or Bust de Kurtjmac.

## Historique

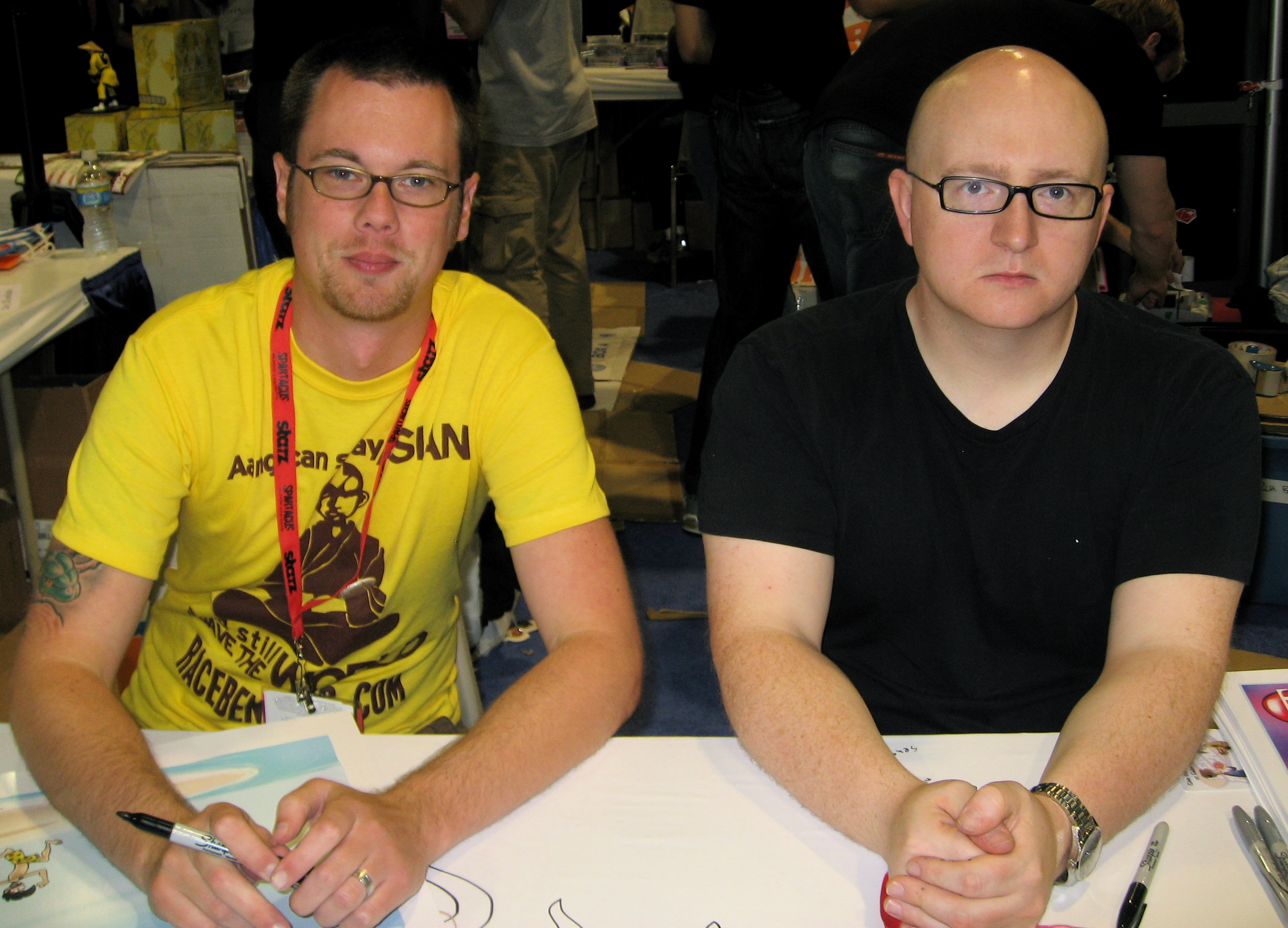
Mike Krahulik et Jerry Holkins ont fondé Child's Play en 2003.

Child's Play a été annoncé le 24 novembre 2003 par les auteurs de  Penny Arcade comme un défi à leur lectorat et comme une réponse à la représentation souvent négative de la communauté vidéo-ludique dans les médias, notamment un article du HeraldNet de Bill France intitulé "Les jeux vidéo violents forment les enfants à tuer." (Bill France a par la suite fait des excuses, dans la même colonne, soulignant l'effort de Child's Play). L'initiative reçut une presse positive sur de nombreux blogs, y compris Slashdot et reçut l'approbation directe de Wil Wheaton. En moins d'un mois de publicité et d'exploitation, l'organisme de bienfaisance a recueilli plus de 250 000 $ de trésorerie et  jouets pour le Children's Hospital and Regional Medical Center de Seattle, Washington.
En 2004, l'organisme de bienfaisance s'est agrandi et a noué des partenariats avec les hôpitaux pour enfants de Seattle, Oakland en Californie; San Diego en Californie; Houston, Texas et Washington, DC
Le 5 janvier 2005, lorsque les chiffres définitifs pour 2004 ont été compilés, l'organisme de bienfaisance avait recueilli plus de 310,000 $ (60 000 $ de plus que l'année précédente) en gagnant quarante sponsors dans le processus, parmi lesquels Nintendo, Midway Games, Cerulean Studios et THQ.
En 2005, l'organisme de bienfaisance a encore élargi ses partenariats avec sept hôpitaux pour enfants supplémentaires à travers les États-Unis ainsi que les hôpitaux pour enfants de Toronto et de Halifax, en Nouvelle-Écosse au Canada. Il fut également établi un partenariat avec le Alder Hey Children's Hospital de Liverpool en Angleterre. Au moment où ils ont cessé d'accepter les dons, la communauté avait rassemblé  605 000 $. Il y avait une vente aux enchères pour apparaître dans une planch de la bande dessinée Penny Arcade au dîner de charité de 2005 de Child's Play. L'enchère gagnante de 20 000 $ a été placée par Christian Boggs,. M. Boggs a également placé l'enchère gagnante sur une esquisse au crayon de la couverture du programme de la PAX 2005 sur eBay. 100 % des profits furent versés à la Croix-Rouge Américaine.
En 2006, l'organisme de bienfaisance a été étendu en ajoutant quatre hôpitaux aux États-Unis, deux en Australie et un en Égypte. En plus de cela, le 13 décembre 2006, eut lieu un dîner de charité et de vente aux enchères, où les participants avaient la possibilité d'enchérir pour une journée de jeu pour quatre personnes dans les bureaux de Penny Arcade, une apparition dans une planche de Penny Arcade, une visite des studios Bungie et une session d'enregistrement de la voix d'un personnage de Halo 3, ainsi que de deux ans d'abonnement à World of Warcraft and the Burning Crusade avec une édition spéciale signée par tous les développeurs. L'année 2006 est également devenue la première fois que le million de dollars a été atteint.
En 2007, l'organisme a ajouté un hôpital à Hawaii ainsi qu'en Nouvelle-Zélande.
En 2008 pendant la Penny Arcade Expo, Harmonix a annoncé que trois chansons de l'Expo seraient mises à disposition en téléchargement pour le jeu vidéo Rock Band, les bénéfices de ces trois chansons allant à la fondation.
Le 13 novembre 2009, Mike Krahulik a annoncé que, après une semaine, le total des dons de Child’s Play de 2009 avait déjà atteint 455 863,80 $.
En 2010, Epic Games a procédé à un vote par l'achat du 29 juillet au 6 septembre pour déterminer le sort d'un personnage, Clayton Carmine, dans leur prochain jeu Gears of War 3. Les joueurs ont voté par l'achat de T-shirts à l'effigie d'avatars Xbox par le biais de Xbox live, ou lors d'achat en direct de T-shirts à la San Diego Comic-Con, avec tous les achats comptants pour le vote. La campagne de vote a permis d'amasser plus de 150 000 $, qui furent versés en totalité à Child's Play.
En 2011, Mike Krahulik a annoncé le premier tournoi de golf Child's Play Invitational Golf Tournament qui se tiendra au parcours de Brookside à Pasadena en Californie le 5 juin 2011, avec tous les profits de l'événement reversés aux hôpitaux partenaires du réseau Child's Play. Le tournoi de golf a eu lieu par la suite au  parcours Angeles National Golf Course à Sunland en Californie le 8 juin 2012 et au Inglewood Golf Club dans l'État de Washington le 20 mai 2013.
En novembre 2013, le coordonnateur du programme Jamie Dillion a annoncé la première extension de Child's Play au profit des lieux d'accueil d'enfants victimes de violence domestique. Le programme a été annoncé en tant que pilote et prévu de l'étendre pour des inscriptions ouvertes au printemps 2014. Le programme des refuges fournira un chariot pré-construit avec système de jeu, télévision et jeux pour des refuges d'urgence, à long terme, des centres de défense et plus encore.

### Comptes annuels
- 2003 : 250 000 $
- 2004 : 310 000 $
- 2005 : 605 000 $
- 2006 : 1 024 000 $
- 2007 : 1 300 000 $
- 2008 : 1 434 377 $
- 2009 : 1 780 870 $
- 2010 : 2 294 317 $
- 2011 : 3 512 345 $
- 2012 : 5 085 761 $
- 2013 : 7 600 000 $
- 2014 : 8 430 000 $
- Total : 35 083 881 $